# Tando Velaphi
Tando Velaphi (ur. 17 kwietnia 1987) – australijski piłkarz występujący na pozycji bramkarza.

## Kariera piłkarska
Od 2006 roku występował w Perth, Queensland Roar, Perth Glory, Melbourne Victory, Melbourne City i Shonan Bellmare.